# イジャスラフ4世
イジャスラフ4世（イジャスラフ・ウラジミロヴィチ、もしくはムスチスラヴィチ）（ロシア語:Изяслав ВладимировичもしくはМстиславич、? - 1255年?）は、テレボヴリ公：1210年 - 1211年、プチヴリ公ならびにノヴゴロド・セヴェルスキー公：? - 1235年 、キエフ大公：1235年 - 1236年、カミェネツ公：1240年ごろ。

## 両親に関する諸説
イジャスラフは、伝統的な説としてはイーゴリ・スヴャトスラヴィチ（『イーゴリ軍記』のイーゴリ公）の孫であり、ウラジーミル・イーゴレヴィチの子であるとされる（『イーゴリ軍記』によれば、イーゴリ公が息子のウラジーミル等とともにポロヴェツ族の捕虜になった際に、ウラジーミルはポロヴェツ族の長コンチャーク=ハンの娘スヴォボダと結婚する。この2人の間に生まれた子がイジャスラフとされる。）。その場合、母と父方の高祖母とがポロヴェツ族ということになり、イジャスラフは血統の上でルーシ人よりもポロヴェツ族に近いことになる。一方、多数の年代記が、イジャスラフの父称はムスチスラヴィチであると言及している 。トヴェリの年代記に従うなら、父はムスチスラフ・ロマノヴィチであり、別の年代記は父をムスチスラフ・ムスチスラヴィチとしている 。

## 生涯
1206年、ガーリチ・ヴォルィーニ公ロマンの死後、父・おじと共にボヤーレ（貴族層）に招かれてガーリチに到着し、分領公国としてテレボヴリを受領した。
1211年、ハンガリー・ポーランド・ヴォルィーニの連合軍がガーリチへ侵攻した際に、ポロヴェツ族の軍と共に、包囲されたズヴェニゴロドの援軍に赴いた。しかしイジャスラフらの軍は撃破され、ガーリチ公にはダニールが昇進した。
ある年代記には、1223年のカルカ河畔の戦いで、ウラジーミル・イーゴリヴィチの子の、プチヴリ公イジャスラフ・「ウラジミロヴィチ」という人物が戦死したという記録がある。
1226年、且つムスチスラフ・ムスチスラヴィチの存命中に、ガーリチのボヤーレで反ムスチスラフ派の筆頭であったジロスラフ(ru)という者が追放されているが、イジャスラフも共にハンガリーへ去った。
1231年、ダニールはキエフ大公ウラジーミル4世からトルチェスクを受領し、自分の妻の兄弟たち、つまりムスチスラフ・ムスチスラヴィチの子たちに引き渡したという記録がある。（仮にイジャスラフがムスチスラフ・ムスチスラヴィチの子であれば、このときダニールから土地をもらった可能性があることになる）。また、同年キエフにおいて、ムスチスラフ・ヤロスラフ・イジャスラフの3人のムスチスラヴィチが公による会議に参加したという記録がある 。
1233年、ダニールと共にマジャル人に対する戦争に赴いたが、ダヌィーロを援助せず、逆に同盟を放棄した。さらにダヌィーロの領地を襲い荒廃させた。
1235年、ポロヴェツ族と共に、ルーシの国土に戦争を引き起こした。それに対しウラジーミルとダニールが軍を向けたが、トルチェスクで激戦の末彼らの軍を破った。ダニールは逃亡し、ウラジーミルは捕虜となった。イジャスラフはキエフ大公の座に就いた。また、彼の同盟者のミハイルがガーリチ公の座に就いた。
1236年、ウラジーミル4世によってキエフから追放された。なおその後第二次モンゴルのルーシ侵攻が始まる（1238年 - 1240年）。
1240年ごろにカミェネツ公であったとされる。根拠は1240年のキエフ陥落以降、ミハイルがダニールからカミェネツを受領していること、またある年代記に、ガーリチへのモンゴル侵攻（1240年 - 1241年）によって零落したイジャスラフの分領公国の一つとして、カミェネツの名が記載されていることによる。
1254年、イジャスラフはジョチ・ウルスの援助を得てガーリチを接収する方策を立てた。ジュチの孫、オルダの子にあたるクルムシにクレメネツの包囲を依頼し、自身はガーリチを襲った。しかし依頼は拒否されたため、独力で都市を占拠した。
その後、どういうわけかダニールの子ロマンの捕虜になっている。それ以降のイジャスラフの消息はわかっていない。おそらく、ダニールの命令によって処刑されたと推測されている なお、アガフィヤという妻がいたが、子息については不明である。